# Monte Homard
Il Monte Homard è una montagna alta 1200 m, situata vicino alla testa del Ghiacciaio Blaiklock, 2 miglia nautiche (4 km) a sud dei Trey Peaks, nella parte occidentale della Catena di Shackleton, nella Terra di Coats in Antartide.
Fu mappato per la prima volta da parte della Commonwealth Trans-Antarctic Expedition (CTAE) nel 1957 e così denominato in onore del sergente maggiore Desmond Edgar Lemuel Homard,(1921–2015), ingegnere del gruppo avanzato transpolare della spedizione nel 1955-58.